# 三要元佶

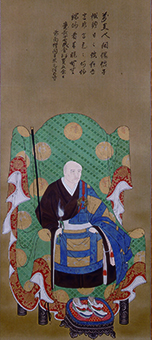
絹本著色閑室元佶像（三岳寺所蔵）

三要 元佶（さんよう げんきつ、天文17年（1548年） - 慶長17年5月20日（1612年6月19日））は、安土桃山時代から江戸時代初期にかけての臨済宗の僧。号は閑室。佶長老、閑室和尚。現在、一般的には閑室元佶（かんしつげんきつ）とよばれている。

## 生涯
天文17年（1548年）、肥前国（現在の佐賀県）において小城郡晴気城主・千葉氏の家臣・野辺田善兵衛の子として生まれる。父・善兵衛はもともと千葉胤連の家臣であったが、後の佐賀藩祖・鍋島直茂が、養家の千葉氏から実家の鍋島氏に復籍する際、胤連から直茂に与えられた12人の家臣のうちの1人であった。なお、実弟・善兵衛も直茂の家臣となった。
幼少時に都に上り、岩倉の円通寺で得度する。足利学校第9世の庠主となるが、関ヶ原の戦いの折には徳川家康の陣中に随行し、占筮によって功績をたてた。
関ヶ原の戦いで鍋島勝茂が西軍豊臣方に属し、伏見城、伊勢の阿濃津城を攻めている途中に、東軍徳川方の勝利となった。この結果、鍋島勝茂は改易の危機を迎えることになったが、小城の出身で徳川家康に重用された閑室元佶に頼り、徳川家康に陳謝し、柳川の立花宗茂を攻めることによって名誉は挽回された。
江戸幕府開府後、以心崇伝とともに徳川家康のブレーンとして寺社奉行の任にあたり、西笑承兌の後を引き継いで朱印状の事務取扱の役目に就くなど、朱印船のことにも関わった。また、家康によって伏見の修学院に招かれ、円光寺の開山ともなり、伏見版の出版に尽力した。
晩年は、鍋島直茂より故郷に三岳寺を寄進され、家臣（寺侍）の谷口杢太夫（三岳寺の僧石井浄玄の実父）らを随えて、三岳寺に赴いた。
慶長17年（1612年）、死去。